# Architekturpreis Beton (Schweiz)
Der Architekturpreis Beton ist ein Architekturpreis für „beispielgebende Betonarchitektur“ in der Schweiz. Seit 1977 werden im vierjährigen Rhythmus von der Berner BETONSUISSE Marketing AG architektonisch herausragende Gebäude ausgezeichnet, bei denen der Baustoff Beton in seinen vielfältigen Ausdrucksmöglichkeiten eingesetzt wurde. Insgesamt werden 60'000 Schweizer Franken als Preissumme durch die Jury aufgeteilt.

## Geschichte
Mit diesem Preis möchte der Veranstalter einen Beitrag zur Förderung des Bauens mit Beton leisten und auf die facettenreiche Gestaltung mit dem Baumaterial hinweisen. Die Verleihung des Architekturpreises Beton erfolgt durch Betonsuisse, ein Gemeinschaftsunternehmen der an der Wertschöpfung von Beton beteiligten Organisationen der Baustoffindustrie. Der Architekturpreis Beton ist mit 50'000 und dem 2013 geschaffenen Förderpreis mit 10'000 Schweizer Franken dotiert. Die Preissumme kann bei beiden Wettbewerben nach Ermessen der Jury auf mehrere Preisträger aufgeteilt werden. Im Rahmen des Förderpreises können sich Jungarchitekten bewerben, die einen frischen oder experimentellen Umgang mit Beton pflegen. Die Jungarchitekten dürfen nicht älter als 40 Jahre alt sein und nehmen automatisch an beiden Preisen teil.

## Preisvergabe
Es können Gebäude eingereicht werden, deren Fertigstellung nicht länger als 4 Jahre zurückliegt, sich in der Schweiz oder in Liechtenstein befinden und bei denen Beton überwiegend als Ausdrucksmittel eingesetzt wird. Es können auch mehrere fertiggestellte Gebäude der Architekten eingereicht werden. Ausgenommen sind Verkehrsbauten sowie Objekte, die bereits für die Architekturpreis Beton der vergangenen Jahre eingereicht worden sind.

## Preisträger

### 1977
| Kategorie   | Ort               | Titel                         | Architekt                                                    | Bauherr | Fotografie                    |
| ----------- | ----------------- | ----------------------------- | ------------------------------------------------------------ | ------- | ----------------------------- |
| Preisträger | La Chaux-de-Fonds | Uhrenmuseum La Chaux-de-Fonds | Pierre Zoelly und Georges-Jacques Haefeli, La Chaux-de-Fonds |         | Uhrenmuseum La Chaux-de-Fonds |

### 1981
| Kategorie    | Ort               | Titel                                                                   | Architekt         | Bauherr | Fotografie                         |
| ------------ | ----------------- | ----------------------------------------------------------------------- | ----------------- | ------- | ---------------------------------- |
| Preisträger  | Yverdon-les-Bains | Hochschule für Wirtschaft und Ingenieurwissenschaften des Kantons Waadt | Claude Paillard   |         | Ingenieurschule, Yverdon-les-Bains |
| Auszeichnung | Locarno           | Palestre e amministra zione, Scuola elementare Ai Saleggi               | Livio Vacchini    |         |                                    |
| Auszeichnung | Zürich            | Gartensiedlung Furttal                                                  | Claude Schelling  |         |                                    |
| Auszeichnung | Lugano            | Edificio multiuso al liceo                                              | Sergio Pagnamenta |         |                                    |
| Auszeichnung | Rümlang           | Friedhof Chilisbäum                                                     | Werner Egli       |         |                                    |
| Auszeichnung | Les Verrières     | Silo à céréales                                                         | Pierre A. Debrot  |         |                                    |
| Auszeichnung | Arlesheim         | PTT-Lager und PTT-Garage                                                | Baur und Partner  |         |                                    |

### 1985
| Kategorie    | Ort              | Titel                                        | Architekt                                  | Bauherr | Fotografie              |
| ------------ | ---------------- | -------------------------------------------- | ------------------------------------------ | ------- | ----------------------- |
| Preisträger  | Monte Carasso    | Palestra                                     | Luigi Snozzi                               |         | Palestra, Monte Carasso |
| Preisträger  | Morbio Superiore | Wohnhaus                                     | Mario Botta                                |         |                         |
| Preisträger  | Genève           | ILC Immeuble locatif et commercial           | ass architectes sa Le Lignon               |         |                         |
| Auszeichnung | Baden            | Turmreservoir Baldegg mit Aussichts terrasse | Burkard Meyer Steiger                      |         |                         |
| Auszeichnung | Martigny         | Centre d’entretien de l’autoroute RN9        | John Chabbey, Michel Voillat, Ami Delaloye |         |                         |
| Auszeichnung | Chur             | Frauenschule                                 | Robert Obrist und Partner                  |         |                         |

### 1989
| Kategorie    | Ort        | Titel                                                            | Architekt                                                          | Bauherr | Fotografie               |
| ------------ | ---------- | ---------------------------------------------------------------- | ------------------------------------------------------------------ | ------- | ------------------------ |
| Preisträger  | Thun       | Erweiterung Staatliches Lehrerseminar                            | Atelier 5                                                          |         |                          |
| Preisträger  | Bellinzona | Restaurierung Castelgrande                                       | Aurelio Galfetti                                                   |         | Castelgrande, Bellinzona |
| Preisträger  | Therwil    | Haus Vögtlin-König                                               | Herzog & de Meuron (Mitarbeit: Annette Gigon)                      |         |                          |
| Auszeichnung | Baden      | Sportanlagen Esp                                                 | Tognola, Stahel, Zulauf, Windisch/Meier Kern                       |         |                          |
| Auszeichnung | Bern       | Siedlung Merzenacker                                             | ARB Arbeitsgruppe                                                  |         |                          |
| Auszeichnung | Renens     | Bâtiment des archives cantonales vaudoises Chavannes près Renens | Atelier Cube: Marc Collomb, Guy-Emmanuel Collomb und Patrick Vogel |         |                          |
| Auszeichnung | Baden      | Renovation Verwaltungsgebäude Städtische Werke                   | Eppler Maraini Partner                                             |         |                          |
| Auszeichnung | Bern       | Erneuerung und Erweiterung Vivarium, Tierpark Dählhölzli         | A. Furrer                                                          |         |                          |

### 1993
| Kategorie    | Ort        | Titel                  | Architekt                                    |
| ------------ | ---------- | ---------------------- | -------------------------------------------- |
| Preisträger  | Zürich     | Universität            | Ernst Gisel                                  |
| Auszeichnung | Tegna      | Casa Tognola           | Giorgio und Michele Tognola                  |
| Auszeichnung | Basel      | Bürohaus               | Diener & Diener                              |
| Auszeichnung | Carona     | Casa unifamiliare      | Luigi Snozzi                                 |
| Auszeichnung | Lausanne   | Deux habitations       | Olivier Galletti et Claude Anne-Marie Matter |
| Auszeichnung | Winterthur | Kantonsschule Büelrain | Arnold und Vrendli Amsler                    |

### 1997
| Kategorie    | Ort      | Titel                               | Architekt                                  | Bauherr         | Fotografie             |
| ------------ | -------- | ----------------------------------- | ------------------------------------------ | --------------- | ---------------------- |
| Preisträger  | Losone   | Palestra polivalente                | Livio Vacchini                             |                 | Palestra, Losone       |
| Preisträger  | Giornico | La Congiunta                        | Peter Märkli, Zürich und Stefan Bellwalder | Hans Josephsohn | La Congiunta           |
| Preisträger  | Basel    | Fussballstadion Rankhof             | Michael Alder und Roland Naegelin          |                 | Stadion Rankhof, Basel |
| Auszeichnung | Brugg    | Erweiterung Schulanlage Au-Langmatt | Burkard Meyer Partner                      |                 |                        |
| Auszeichnung | Basel    | Wohn- und Geschäftshaus             | Diener & Diener                            |                 |                        |
| Auszeichnung | Bümpliz  | Erweiterung Friedhof                | Ulrich O. Schweizer und W. Hunziker        |                 |                        |

### 2001
| Kategorie   | Ort     | Titel               | Architekt                                                                    | Bauherr                                                                           | Fotografie |
| ----------- | ------- | ------------------- | ---------------------------------------------------------------------------- | --------------------------------------------------------------------------------- | ---------- |
| Preisträger | Basel   | Volta-Schulhaus     | Miller & Maranta                                                             | Baudepartement des Kantons Basel-Stadt                                            |            |
| Preisträger | Sion    | Gefängnis           | nunatak, Fully                                                               | Etat du Valais, Département des transports, de l’équipement et de l’environnement |            |
| Preisträger | Paspels | Oberstufenschulhaus | Valerio Olgiati (Mitarbeit: Raphael Zuber, Iris Dätwyler und Gaudenz Zindel) | Politische Gemeinde Paspels                                                       |            |
| Preisträger | Jona    | Wohnhaus            | Bearth & Deplazes und Ladner                                                 |                                                                                   |            |
| Preisträger | Zürich  | Stellwerk           | Gigon Guyer                                                                  | Schweizerische Bundesbahnen                                                       |            |

### 2005
| Kategorie    | Ort          | Titel                           | Architekt           | Bauherr                               | Fotografie                            |
| ------------ | ------------ | ------------------------------- | ------------------- | ------------------------------------- | ------------------------------------- |
| Preisträger  | Zürich       | Mehrfamilienhaus Forsterstrasse | Christian Kerez     |                                       |                                       |
| Auszeichnung | Arlesheim    | Erweiterung Wohnhaus            | Christ & Gantenbein |                                       |                                       |
| Auszeichnung | Münchenstein | Schaulager                      | Herzog & de Meuron  | Bauherrschaft Laurenz Stiftung, Basel | Schaulager, Basel                     |
| Auszeichnung | Castasegna   | Erweiterung Villa Garbald       | Miller & Maranta    | Fondazione Garbald, Zürich            | Erweiterung Villa Garbald, Castasegna |

### 2009
| Kategorie    | Ort                          | Titel                                            | Architekt       | Bauherr                                                                  | Fotograf                                  | Fotografie |
| ------------ | ---------------------------- | ------------------------------------------------ | --------------- | ------------------------------------------------------------------------ | ----------------------------------------- | ---------- |
| Preisträger  | Wollerau / Zernez / Scharans | Haus K+N / Nationalparkzentrum / Atelier Bardill | Valerio Olgiati | Privat / Schweizerischer Nationalpark, Zernez / Linard Bardill, Scharans | Javier Miguel Verme (Nationalparkzentrum) |            |
| Auszeichnung | Baden                        | Berufsfachschule                                 | Burkard Meyer   |                                                                          |                                           |            |
| Auszeichnung | Zürich                       | Wohnüberbauung Paul-Clairmont-Strasse            | Gmür & Steib    |                                                                          |                                           |            |

### 2013
| Kategorie    | Ort              | Titel                     | Architekt                 | Bauherr                                             | Fotografie                           |
| ------------ | ---------------- | ------------------------- | ------------------------- | --------------------------------------------------- | ------------------------------------ |
| Preisträger  | Basel / Linescio | Wohnhaus / Umbau Wohnhaus | Buchner Bründler          | Privat / Daniel Buchner und Andreas Bründler, Basel |                                      |
| Auszeichnung | Minusio          | Wohnhaus                  | Silvia Gmür und Reto Gmür | Silvia Gmür, Riehen                                 |                                      |
| Auszeichnung | St. Gallen       | Bundesverwaltungsgericht  | Staufer & Hasler          |                                                     | Bundesverwaltungsgericht, St. Gallen |
| Förderpreis  | Rapperswil       | Wohnhaus                  | Lukas Lenherr             |                                                     |                                      |

### 2017
| Kategorie    | Ort      | Titel                                | Architekt           | Landschaftsarchitekt    | Ingenieur        | Fotografie                      |
| ------------ | -------- | ------------------------------------ | ------------------- | ----------------------- | ---------------- | ------------------------------- |
| Preisträger  | Staad SG | Schulhaus Thal                       | Angela Deuber       | Maurus Schifferli, Bern | Patrick Gartmann | Schulhaus Buechen, Staad SG     |
| Auszeichnung | Zürich   | Erweiterung des Landesmuseums Zürich | Christ & Gantenbein |                         |                  | Erweiterung Landesmuseum Zürich |
| Auszeichnung | Zürich   | Wohnhochhaus                         | Meili & Peter       |                         |                  | Wohnhochhaus Zölly, Zürich      |
| Auszeichnung | Bern     | Sporthalle                           | Penzel Valier       |                         |                  |                                 |
| Förderpreis  | Wielen   | Haus mit Y-Stützen                   | Scheidegger Keller  |                         | Mario Monotti    |                                 |

### 2021
| Kategorie    | Ort         | Titel                            | Architekt         | Landschaftsarchitekt | Bauherr | Fotografie |
| ------------ | ----------- | -------------------------------- | ----------------- | -------------------- | ------- | ---------- |
| Preisträger  | Berninapass | Unterhaltsstützpunkt Berninapass | Bearth & Deplazes |                      |         |            |
| Auszeichnung | Zürich      | SRF Campus                       | Penzel Valier     |                      |         |            |
| Auszeichnung | Basel       | Umbau Silo Erlenmatt             | Harry Gugger      |                      |         |            |
| Auszeichnung | Flims       | Zweifamilienhaus Sulten          | Nickisch Walder   |                      |         |            |
| Förderpreis  | Locarno     | Palazzo Pioda                    | Inches Geleta     |                      |         |            |

### 2025
| Kategorie                     | Ort          | Titel                                                          | Autorenschaft                  | Landschafts-architekt | Bauherr                      | Fotografie |
| ----------------------------- | ------------ | -------------------------------------------------------------- | ------------------------------ | --------------------- | ---------------------------- | ---------- |
| Preisträger Hochbau           | Urdorf       | Erweiterungsneubauten Kantonsschule Limmattal                  | PENZISBETTINI. Architekten     |                       | Staat Zürich                 |            |
| Preisträger Infrastrukturbau  | Bondo        | Schutz und Wiederaufbau von Bondo - Kunstbauten und Landschaft | Conzett Bronzini Partner       | mavo / Müller Illien  | Comune di Bregaglia          |            |
| Auszeichnung Infrastrukturbau | Gümmenen     | Erneuerung und Doppelspurausbau Saaneviadukt                   | Fürst Laffranchi Bauingenieure |                       | BLS Netz AG                  |            |
| Auszeichnung Infrastrukturbau | Aarau        | Neue Aarebrücke (Pont Neuf)                                    | Christ & Gantenbein            |                       | Kanton Aargau                |            |
| Auszeichnung Hochbau          | Zürich       | Bürohaus Müllerstrasse 16/20                                   | Ilmer Thies Architekten        |                       | Swiss Prime Site             |            |
| Auszeichnung Hochbau          | Münchenstein | Kunsthaus Baselland                                            | Buchner Bründler Architekten   |                       | Stiftung Kunsthaus Baselland |            |
| Auszeichnung Hochbau          | Allschwil    | SIP Main Campus                                                | Herzog & de Meuron             |                       | SENN                         |            |

Die Churer Bauingenieure Conzett Bronzini Gartmann waren beteiligt an folgenden Bauten:
- 1996–2000: Volta-Schulhaus, Basel (Architekt: Miller Maranta)
- 2000: Stellwerk Vorbahnhof, Zürich (Architekt: Gigon Guyer)
- 2001–2004: Erweiterung Villa Garbald, Castasegna (Architekt: Miller Maranta)
- 2005: Haus K+N, Wollerau (Architekt: Valerio Olgiati, Mitarbeit: Pascal Flammer)
- 2007: Atelier Bardill, Scharans (Architekt: Valerio Olgiati, Mitarbeit: Nathan Ghiringhelli, Pascal Flammer und Mario Beeli)
- 2005–2012: Bundesverwaltungsgericht, St. Gallen (Architekt: Staufer & Hasler)
- 2009–2013: Schulhaus Buechen, Staad (Architekt: Angela Deuber)[4]